# Bratmobile
Le Bratmobile sono un gruppo punk statunitense. All'inizio degli anni novanta, insieme alle Bikini Kill, hanno dato vita al movimento Riot Grrrl.

## Storia delle Bratmobile

### Gli inizi
Le Bratmobile sono nate quando Allison Wolfe e Molly Neuman, studentesse alla University of Oregon, iniziarono a collaborare su una fanzine femminista, Girl Germs. Le due hanno suonato per la prima volta al North Shore Surf Club di Olympia il 14 febbraio 1991.
Durante la pausa primaverile dello stesso anno, Allison e Molly si trasferiscono a Washington per seguire in tour alcune band locali. Lì incontrano Erin Smith, che si unisce al gruppo. Il trio suona per la prima volta nel luglio 1991 con Molly Neuman alla batteria, Erin Smith alla chitarra e Allison Wolfe nelle vesti di vocalist. Inoltre partecipano alla storica International Pop Underground Convention ad Olympia.
Tra il 1991 e il 1994, il gruppo realizza un album, Pottymouth, e un EP, The Real Janelle, per la Kill Rock Stars.

### La pausa
Per cinque anni le componenti delle Bratmobile si sono occupate di attività musicale in altre band, sviluppando così interessi divergenti da quelli della formazione principale.
Molly Neuman si trasferisce a San Francisco per lavorare nell'etichetta discografica Lookout! Records, che dirige e possiede. Intanto continua a suonare nei gruppi 'The PeeChees e The Frumpies. Allison Wolfe si trasferisce a Washington e con Erin Smith dà vita ad una nuova band, le Cold Cold Hearts.

### La rinascita e lo scioglimento definitivo
Nel 1999 le tre decidono di riunirsi per un piccolo concerto allo Stork Club di Oakland. Lì decidono di rilanciare il gruppo per seguire in tour le Sleater-Kinney.
Nel 2000 le Bratmobile realizzano il loro secondo album in studio, Ladies, Women and Girls.
Il disco riceve ottime recensioni dalla critica e la band affronta nuovamente un tour al fianco delle Sleater-Kinney e The Donnas.
Il secondo lavoro viene pubblicato dalla Lookout! Records di Neuman e prodotto da Tim Green dei Nation of Ulysses, il gruppo che avevano affiancato per la prima volta a Washington D.C.
Il 7 maggio 2002 le Bratmobile pubblicano il loro terzo album, Girls Get Busy.
Dopo aver dedicato due anni alla promozione del disco, tutti i membri della band tornano a dedicarsi ad altri progetti. Il 30 gennaio 2004 Allison Wolfe pubblica il seguente messaggio sul forum online della band:

## Discografia
- Kill Rock Stars compilation (Kill Rock Stars)
- A Wonderful Treat compilation
- Kiss & Ride 7" (Homestead Records)
- The Embassy Tapes
- Throw compilation (Yoyo Recordings)
- Tiger Trap/ Bratmobile split (4-Letter Words)
- Heavens to Betsy/ Bratmobile (K Records)
- International Pop Underground live (K Records)
- Neapolitan Metropolitan (Simple Machines)
- Brainiac/ (12X12)
- Teen Beat 100 compilation 7" (Teen Beat)
- Veronica Lake/ Bratmobile (Simple Machines)
- Julep compilation (Yo Yo)
- Pottymouth(Kill Rock Stars)
- The Real Janelle (Kill Rock Stars)
- The Peel Session (Strange Fruit)
- Wakefield Vol. 2 (Teen Beat)
- Ladies, Women and Girls (Lookout! Records)
- Plea For Peace Take Action compilation (Sub City)
- Boys Lie compilation (Lookout! Records)
- Yo Yo A Go Go 1999 compilation (Yoyo Recordings)
- Lookout! Freakout Episode 2 compilation (Lookout! Records)
- Songs For Cassavetes compilation (Better Looking Records)
- Girls Get Busy (Lookout! Records)
- Lookout! Freakout Episode 3 (Lookout! Records)
- Turn-On Tune-In Lookout! (Lookout! Records)